# Кудлаевка (Черниговская область)
Кудлаёвка (укр. Кудлаї́вка) — село в Новгород-Северском районе Черниговской области Украины. Население — 404 человека. Занимает площадь 1,54 км². Расположено на реке Малотечь.
Почтовый индекс: 16081. Телефонный код: +380 4658.

## Власть
Орган местного самоуправления — Кудлаевский сельский совет. Почтовый адрес: 16081, Черниговская обл., Новгород-Северский р-н, с. Кудлаевка, ул. Луговая, 1.